# Четверик (единица измерения)

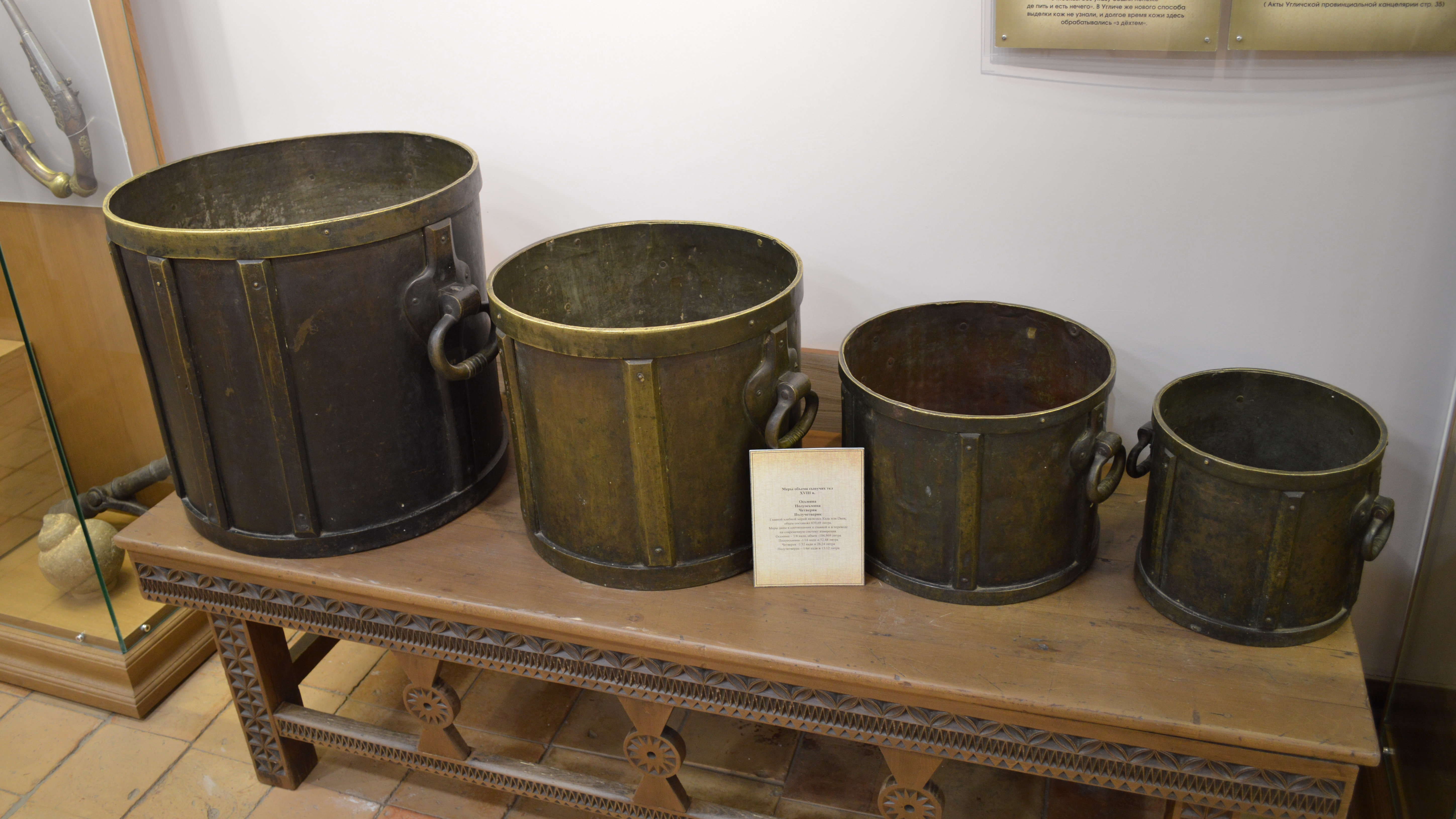
Меры объёма сыпучих тел: осьмина, полуосьмина, четверик, получетверик.

Четве́рик — русская единица измерения объёма сыпучих тел (сухой вместимости), существовавшая в XV—XX веках. В Новгороде Великом известна с XV века, в Российском государстве — с начала XVII века.
1 четверик = 1⁄4 осьмины = 1/2 четверти = 8 гарнцам = 26,24 литра.
Так как размеры четверти в течение XVII века менялись от 4 до 8 пудов, то размеры четверика в этот период также изменялись. В 1736 году по поручению Комиссии о весах и мерах учёными было установлено, что четверик равен 286,42 кубических вершка. С начала XVIII века по XX век это была главная единица сухой вместимости (единица измерения объёма сыпучих тел) в России. Четверик был точно определён в указе от 11 октября 1835 года «О системе Российских мер и весов», как единица ёмкости для сыпучих тел, равная объёму 64 фунтов дистиллированной воды при температуре 131⁄3 °R (градусов Реомюра). В 1902 году значение четверика было выражено в метрических мерах, 26,239 л. Четверик перестал употребляться с введением в СССР метрической системы мер.
Существовал также «малый» четверик, составлявший 1⁄12 осьмины, или 1⁄3 обыкновенного четверика, или 1⁄24 четверти. Впоследствии этот четверик смешался с «полумалым» и превратился в гарнец.